# Фузиняно
Фузиня̀но (на италиански: Fusignano, на местен диалект Fusgnàn, Фузънян) е град и община в Северна Италия, провинция Равена, регион Емилия-Романя. Разположен е на 9 m надморска височина. Населението на града е 8408 души (към 2011 г.).